# 山川吉太郎
山川吉太郎（やまかわ きちたろう、1877年（明治10年）3月15日 - 1934年（昭和9年）4月22日）は、日本の実業家である。日本の映画草創期に映画会社である三友倶楽部を設立し、大阪で活動写真館を開設し映画興行を行ったことで知られる。

## 関与した企業
- 三友倶楽部 （1909年設立） …… 山川が設立者。
- 東洋商会 （1913年設立） …… 山川が設立。翌年に天然色活動写真に合流した。
- 天然色活動写真 （1914年設立） …… 東京・小林喜三郎の常盤商会と大阪・山川吉太郎の東洋商会が協力して創立した、日本初のカラー映画製作会社である。
- 帝国キネマ （1920年設立）
  - アシヤ映画製作所 …… 前身の帝国キネマ芦屋撮影所が源流。
- 福寶堂 （1910設立） …… 日活の源流企業の一つ。同社の大阪支店長を務めた。

## 関連記事
- 千日前
  - 千日土地建物
  - 楽天地 (大阪)